# Плещенко, Александр Викторович
Александр Викторович Плещенко — сотрудник Министерства внутренних дел Российской Федерации, лейтенант милиции, погиб при исполнении служебных обязанностей при задержании особо опасных вооружённых преступников, кавалер ордена «За личное мужество» (посмертно).

## Биография
Александр Викторович Плещенко родился 6 ноября 1969 года в селе Ачикулак Нефтекумского района Ставропольского края. После окончания средней школы трудился рабочим в Ачикулакской передвижной механизированной колонне. Некоторое время учился в Новочеркасском инженерно-мелиоративном институте по специальности мелиоратора, однако бросил учёбу. В 1988—1990 годах проходил срочную службу в Вооружённых Силах СССР. Демобилизовался в звании сержанта.
В сентябре 1990 года Плещенко был зачислен в Астраханскую специальную среднюю школу милиции Министерства внутренних дел СССР. Окончив её в октябре 1992 года, он вернулся на родину, где был зачислен оперуполномоченным в Отделение уголовного розыска Нефтекумского районного отдела внутренних дел Ставропольского края. Неоднократно проявлял себя как способный и мужественный оперативный сотрудник, активное участие в проведении расследований преступлений, задержании преступников, проведении следственных действий.
28 октября 1993 года лейтенант милиции Александр Плещенко выехал в село Махмуд-Мектеб Нефтекумского района с целью проведения обыска у местного жителя Эсенова, который, по оперативной информации, хранил у себя дома незарегистрированное огнестрельное оружие. В разгар проведения мероприятий в его доме Эсенов смертельно ранил Плещенко. Сам раненый в ногу, преступник сумел скрыться, однако после продолжительных поисков он был арестован в ауле Абрам-Тюбе Нефтекумского района.
Указом Президента Российской Федерации лейтенант милиции Александр Викторович Плещенко посмертно был удостоен ордена «За личное мужество».

## Память
- В честь Плещенко названа улица в городе Нефтекумске.